# Brownlow Cecil, 4. Marquess of Exeter

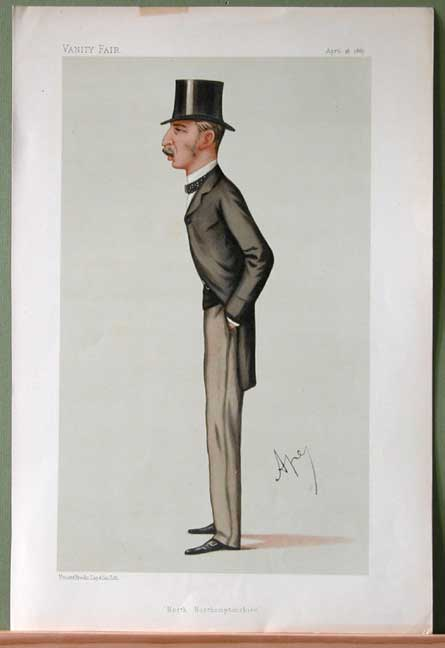
Brownlow Cecil, Lord Burghley, Karikatur in der Vanity Fair, 1887

Brownlow Cecil, 4. Marquess of Exeter PC DL (* 20. Dezember 1849; † 9. April 1898) war ein britischer Politiker und konservativer Politiker. 1891 und 1892 war er Vice-Chamberlain of the Household.

## Herkunft
Cecil wurde als ältester Sohn von William Cecil, 3. Marquess of Exeter und Georgiana Sophia Pakenham, Tochter von Thomas Pakenham, 2. Earl of Longford. Als Heir apparent seines Vaters führte er ab 1867 den Höflichkeitstitel Lord Burghley.

## Politiker
Zwischen 1877 und 1895 war er Abgeordneter im House of Commons für Northamptonshire North. 1891 wurde er, als sein entfernter Verwandter Robert Gascoyne-Cecil, 3. Marquess of Salisbury, Premierminister war, Vice-Chamberlain of the Household und Mitglied des Privy Council.
Beim Tod seines Vaters erbte er 1895 dessen Adelstitel als Marquess of Exeter, Earl of Exeter und Baron Burghley und erhielt einen Sitz im House of Lords. Neben seiner politischen Karriere war er Captain der Grenadier Guards sowie Honorary Colonel des 3. und des 4. Bartaillons des Northamptonshire Regiments. Außerdem war er zeitweise Deputy Lieutenant von Lincolnshire.

## Familie
Er heiratete 1875 Isabella Whichcote († 1917), Tochter des Sir Thomas Whichcote, 7. Baronet. Mit ihr hatte er ein Kind, William (1876–1956), das ihn beerbte als er bereits 1898 im Alter von 48 Jahren starb.